# Rapsodie
Een rapsodie is een gedicht of een muziekstuk dat qua onderwerp of stijl bestaat uit contrasterende gedeelten wat betreft stijl/stemming, die ondanks de vrije vorm toch een eenheid vormen, vaak met een op volksmelodieën gebaseerd gemeenschappelijk, of in verschillende vormen terugkerend thema.
De rapsodie was vooral tijdens de romantiek een populaire vorm, vanwege de air van spontane inspiratie en de grote variatie aan stemmingen die mogelijk is.

## Voorbeelden uit de klassieke muziek
- de Hongaarse Rapsodieën van Franz Liszt
- de drie Slavische Rapsodieën van Antonín Dvořák
- de Altrapsodie van Johannes Brahms
- de rapsodie España van Emmanuel Chabrier
- de Schotse Rapsodie van Max Bruch
- de Zweedse Rapsodie van Hugo Alfvén
- de Ierse rapsodieën van Charles Villiers Stanford
- de Roemeense Rapsodie van George Enescu
- de Rapsodie over een thema van Paganini van Sergej Rachmaninov
- de Rhapsodie espagnole van Maurice Ravel
- de Rhapsody in Blue van George Gershwin
- de rapsodie Taras Bulba van Leoš Janáček
- de Piet Hein Rhapsodie van Peter van Anrooy
- Phantasm van Frank Bridge

## Voorbeelden uit de popmuziek
- Bohemian Rhapsody en Innuendo van Queen
- Paranoid Android van Radiohead
- Paradise by the Dashboard Light van Meat Loaf
- Knights of Cydonia van Muse
- Music van John Miles
- Rapsodies van Vangelis
- Lord of the Ages van Magna Carta
- Mr. Blue Sky van Electric Light Orchestra
- "Halo of Flies" van Alice Cooper
- "Jesus of Suburbia" van Green Day
- "One" van Metallica
- "Thick as a Brick" van Jethro Tull
- "Band on the Run" van Wings
- "School" van Supertramp